# William Edmond Logan
Sir William Edmond Logan, kanadski geolog, * (20. april 1798, Montreal, Quebec, † 22. junij 1875, Pembrokeshire.
Po njem so poimenovali:
- najvišjo goro v Kanadi Mount Logan (Jukon)
- goro Mount Logan (Quebec)
- mineral weloganit.